# 上杉定勝
上杉定勝（日语：／ Uesugi Sadakatsu，1604年6月2日—1645年10月29日）是出羽米澤藩第2代藩主。父親是初代藩主上杉景勝。生母是景勝的側室桂岩院，而桂岩院的實家四辻家是西園寺家的一門，因此是公家的名門（羽林家）。

## 生平
在慶長9年5月5日（1604年6月2日）出生，家中長男。生母桂岩院在誕下定勝後百餘日後死去，因此交由直江兼續夫妻養育。慶長15年（1610年），與第2代將軍德川秀忠見面。此時被授予千德的名字。
元和9年（1623年）2月13日，到達江戶城後得到將軍秀忠接見，敘任從四位下侍從，兼任彈正大弼。同年5月13日，因為父親景勝死去而繼任家督。寬永元年（1624年），因為將軍為仲介人而與鍋島勝茂的女兒結婚。在寬永3年（1626年）8月9日轉任左近衛權少將，以及彈正大弼如元（不變）。在寬永11年（1634年）跟隨第3代將軍德川家光上洛。
寬永20年（1643年），進行會津藩（加藤家）第2代藩主加藤明成的除封處理。還有上杉氏的菩提寺林泉寺和直江氏的菩提寺德昌寺爭取僧錄的地位，結果破棄德昌寺。在正保2年（1645年）死去。享年42歳。繼承人是嫡男綱勝。

## 藩政
- 在寬永15年（1638年）以六尺五寸一歩的三百一反制實施總檢地，整備貢租制度。而且整備奉行、郡代、代官等的藩政、鄉村支配體制，從直江支配體制轉為藩主直属支配體制。

- 接受江戶幕府的指令，加強取締吉利支丹。在寬永5年（1628年）把甘粕信綱（右衛門）處刑等，在領內逮捕包括藩士等多數的吉利支丹，並處以死罪。在寬永16年（1639年）於鄉村中配置吉利支丹横目。

- 對米澤藩士發出「不要像其他家風，萬事以質素律儀為作法要旨，衣服的小袖上下和桐袴等是無用，專心實行文武忠孝的事」（他家の風をまねすることなく、万事質素律儀を作法を旨とし、衣服は小袖上下や桐袴などは無用であり、もっぱら文武忠孝に励むこと）的法令，這條法令在後來於上杉治憲初入部之際被寫進「御條目」中。

## 出典
- 『三百藩藩主人名辞典 第1巻』(新人物往来社)
- 横山昭男『上杉鷹山』(吉川弘文館､1968年)
- 大石学編『近世藩制・藩校大事典』(吉川弘文館､2006年）